# Бронгалёвка
Бронгалёвка (укр. Бронгалівка) — село в Подгаецкой городской общине Тернопольского района Тернопольской области Украины.
До 2020 года входило в Подгаецкий район.
Население по переписи 2001 года составляло 117 человек. Занимает площадь 10,000 км². Почтовый индекс — 48005. Телефонный код — 3542.